# Xương sườn
Trong giải phẫu động vật có xương sống, xương sườn là những xương dài cong tạo thành lồng. Ở đa số động vật có xương sống, các xương sườn bao quanh ngực, cho phép phổi có thể giãn nở và hít thờ bằng sự giãn nở của ngực. Chúng có nhiệm vụ bảo vệ tim, phổi và các cơ quan khác. Ở một vài loài như rắn, xương sườn có thể hỗ trợ và bảo vệ cả cơ thể.

## Hình ảnh

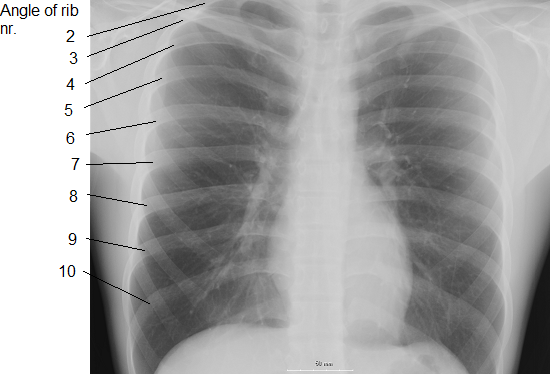
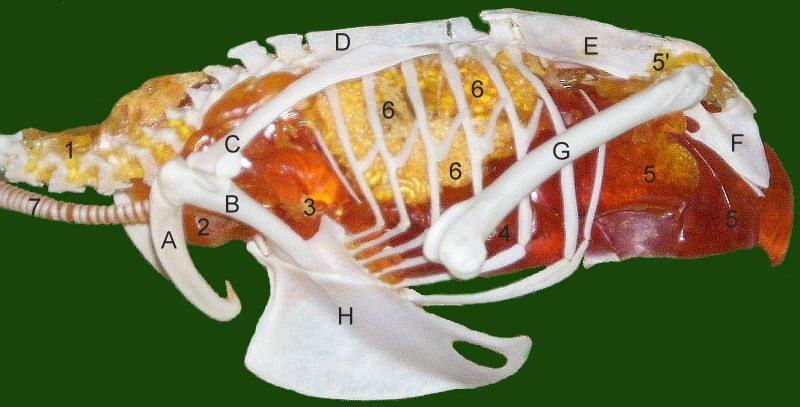
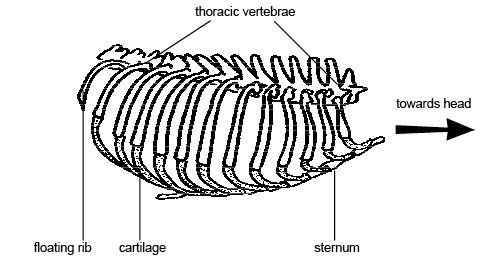